# Huayna Picchu
Huayna Picchu (v překladu mladý vrchol) je hora v Jižní Americe v Peru, která se zvedá nad městem Inků Machu Picchu (vrchol je asi 360 metrů nad městem). Na typických fotografiích Machu Picchu je hora vidět napravo za městem Inků. Vedle ní se tyčí menší hora Huchuypicchu.
Inkové na hoře postavili stezky. Na vrcholu byly vystavěny chrámy a terasy. Dříve žil na vrcholu velekněz a místní panny. Každé ráno před svítáním vstupoval do města a hlásil příchod nového dne. Na této hoře se také nalézají tři chrámy. Nejvýznamnější je chrám Měsíce. Rozkládá se na úbočí hory pod úrovní města. S ním sousedí blízké přírodní jeskyně. Zbylé dva se nazývají chrám Kondor a chrám Slunce.

## Turismus
Před vstupem na horu musejí turisté zapsat své jméno a číslo pasu na registračním místě. Z bezpečnostních důvodů sem může vstoupit pouze 400 lidí za den. Kdokoliv, kdo chce vstoupit, musí přijet nejpozději do 11:00 hodin dopoledne. Cesta je úzká, strmá a výstup trvá asi hodinu. Návštěvníci si v nebezpečných místech pomáhají ocelovými lany. Cesty jsou nebezpečné, zvláště v deštivém počasí. V minulých letech zde došlo k několika úmrtím.

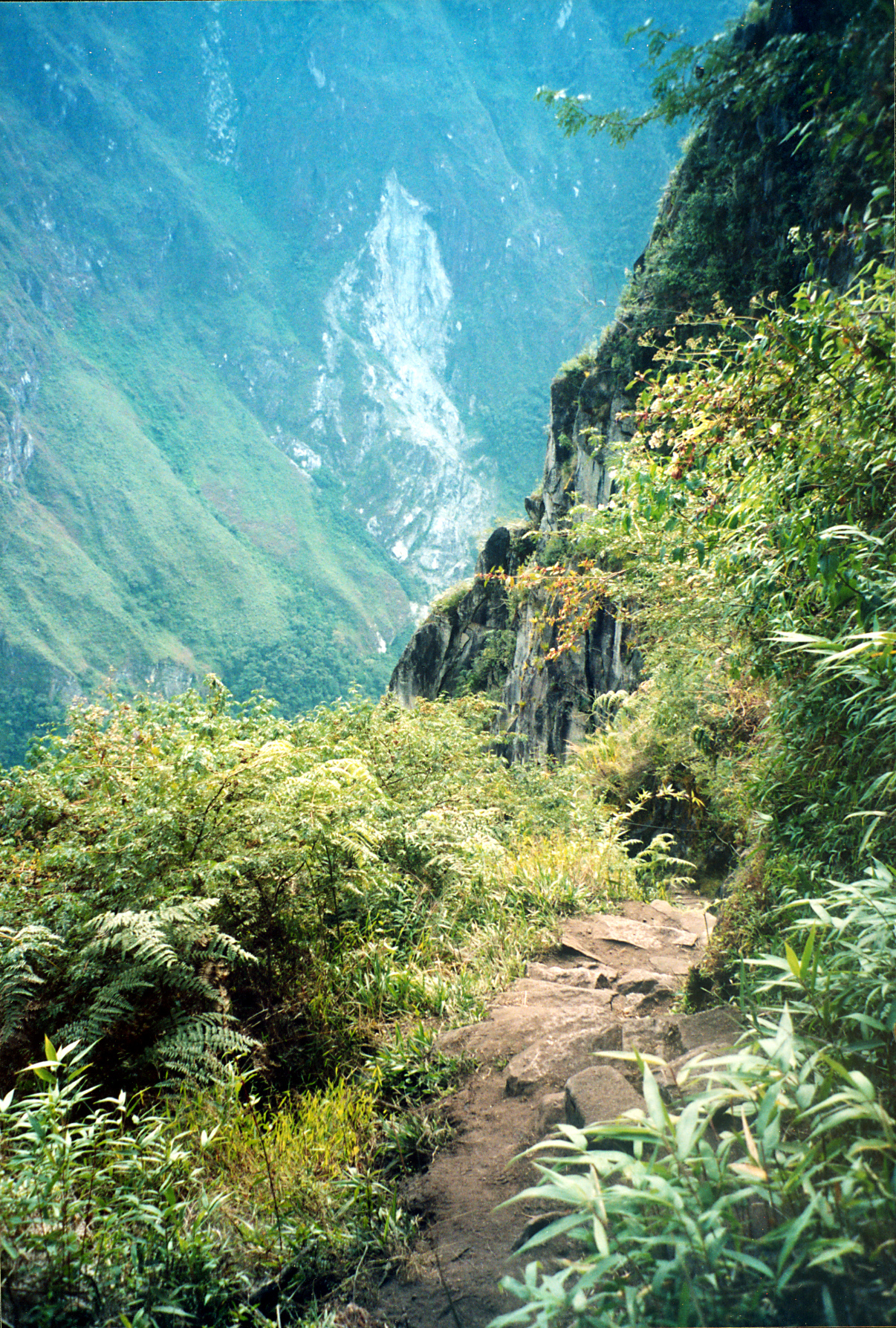
Stezka na vrchol je strmá a úzká

Nacházejí se zde dvě stezky. První přichází, když turisté dorazí ke konci svatyně. Po přechodu malého kopce Uña se cesta mění v úzké schodiště, které obíhá horu na západě. V některých částech jsou schody vytesány přímo do skály. Druhá stezka stoupá na vrchol z Madorpampa na severovýchodě. Ta kříží incké terasy na pěstování plodin a jeskyně, v nichž se uchovávali mrtví.